# Viatcheslav Beriozkine
Viatcheslav Arefievitch Beriozkine (en russe : Вячеслав Арефьевич Берёзкин) est un aviateur soviétique, né en 1922. Il fut pilote de chasse et un as de la Seconde Guerre mondiale.

## Carrière
Viatcheslav Beriozkine est né en 1922 à Orekhovo-Zouïevo, dans l'actuelle oblast de Moscou. 
À partir de mai 1943, il vola sur P-39 Airacobra au sein d'une unité d'élite, le 16e régiment de chasse aérienne de la Garde (16.GuIAP). Le 14 août 1943, il abattit un Focke-Wulf Fw 189 par taran, abordage en plein vol. En 1944, après avoir été promu sous-lieutenant (leïtenant), il suivit son escadre au sein du premier front ukrainien et c'est au-dessus de Berlin, le 18 avril 1945, qu'il obtint sa dernière victoire aérienne contre un Fw-190.
Quelques-uns de ses succès :
1943
- 14 août : 1 FW-189 abattu par taran
- novembre : 2 Ju-87 abattus en un combat

1944
- 16 août : 2 Fw-190 abattus

1945
- 18 avril : 1 Fw-190 abattu

## Palmarès et décorations

### Tableau de chasse
Viatcheslav Beriozkine est crédité de 12 victoires homologuées.

### Décorations
- Deux fois  décoré de l'ordre du Drapeau rouge
- Ordre de la Gloire de 3e classe